# 博物画

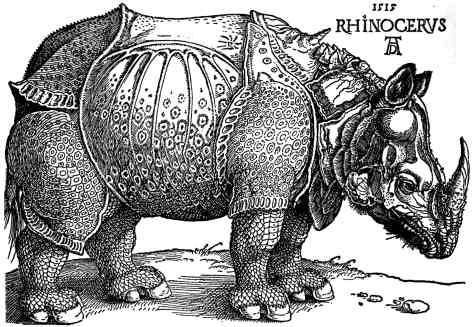
デューラー『犀』

博物画（はくぶつが、英: natural history illustration）もしくは図鑑絵・図譜・画譜とは、動物・植物および鉱物などの観察対象の姿を詳細に記録するために描かれる絵である。植物画（英: botanical art）と動物画（英: zoological art）に大別され、動物画はさらに外形を描く肖像画（英: portrait）と内部を描く解剖画（英: anatomical art）に区分される。
アルブレヒト・デューラーの『犀』に代表されるように、16世紀ヨーロッパで博物学と共に発展した。美術における静物画（仏: nature morte）とは異なり科学性が重視され、正確な観察には博物学や解剖学の知識も不可欠であったことから学者の指示を受け作画が行われた。中国には花鳥画の伝統があったが、気（自然のエネルギー）の描出のため背景を重視する花鳥画とも異なり、博物画では背景は描かれないか簡略化される傾向にあった。屋外で素早く写生する必要性から速乾性のガッシュが用いられ、後にはこれを銅版画に起こし、点描で陰影をつけ手彩色も行われるようになった。
19世紀には写真が登場するが、描いた者の手と認識を通した写真にはない説明性・抽象化があるため、今日でも図鑑や医学書などではイラストレーションが用いられ続けており、サイエンティフィック・イラストレーションやテクニカルイラストレーションとも繋がっている。

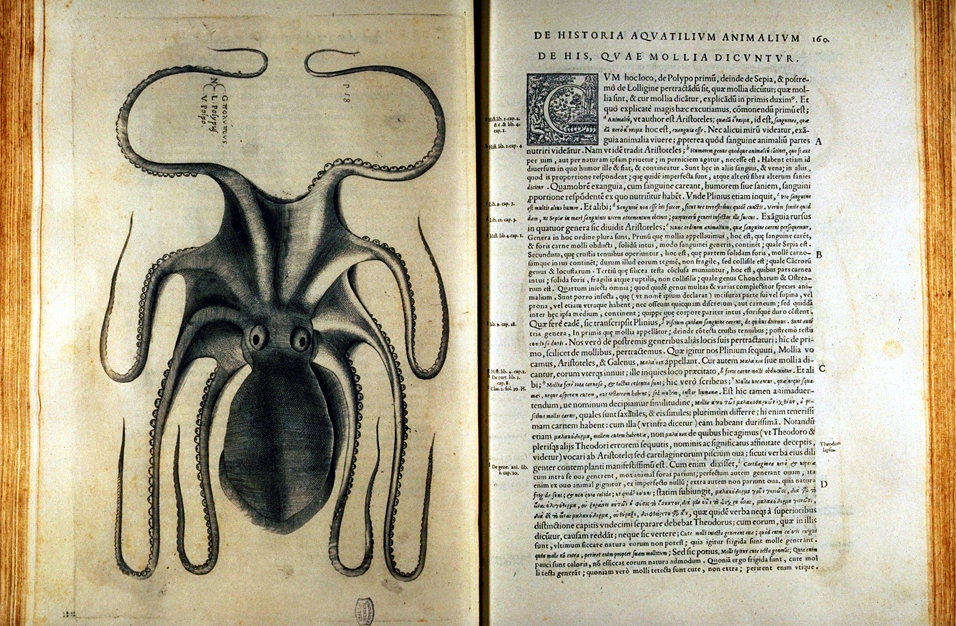
サルヴィアーニ『水棲動物誌』
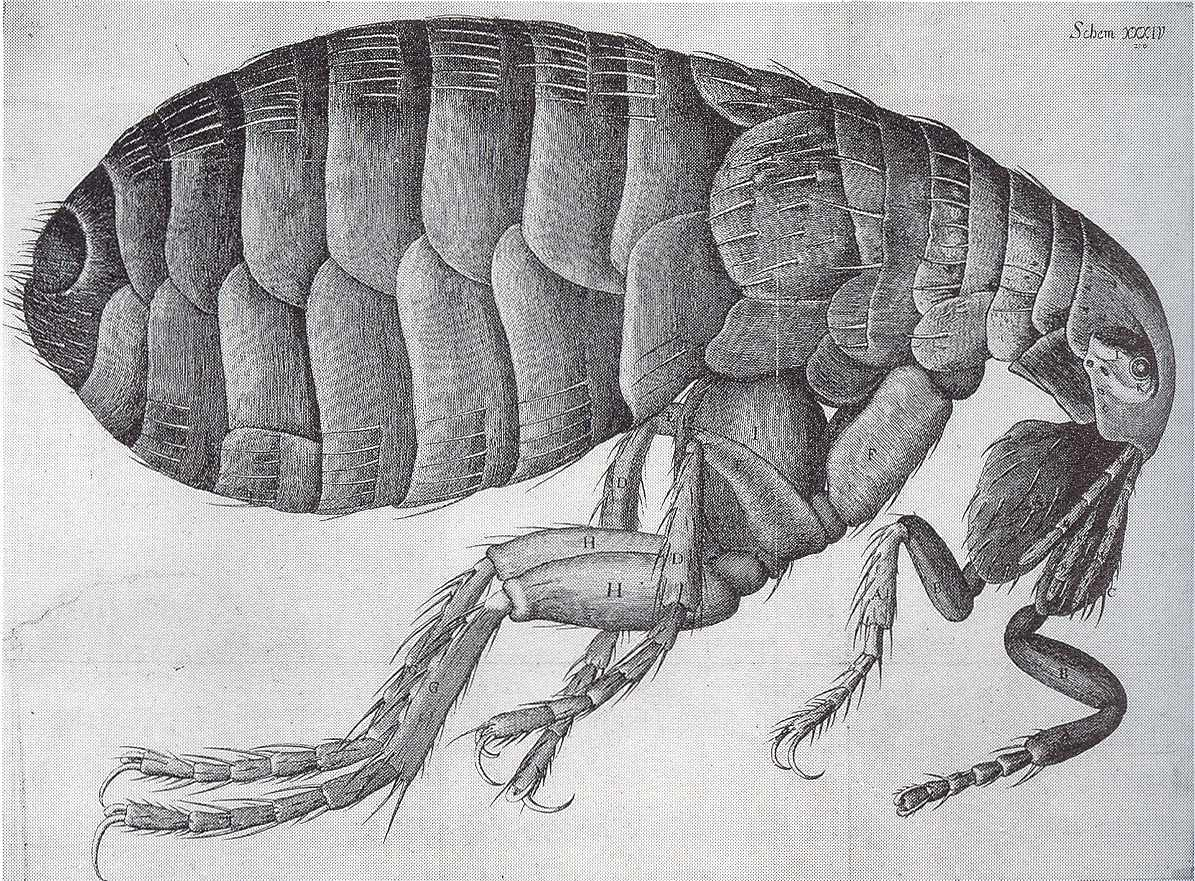
フック『ミクログラフィア』
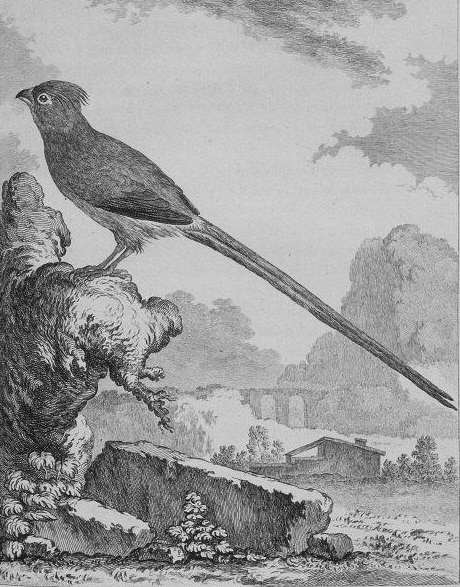
ビュフォン『博物誌』
オーデュボン『アメリカの鳥類』
オーデュボン『アメリカの鳥類』
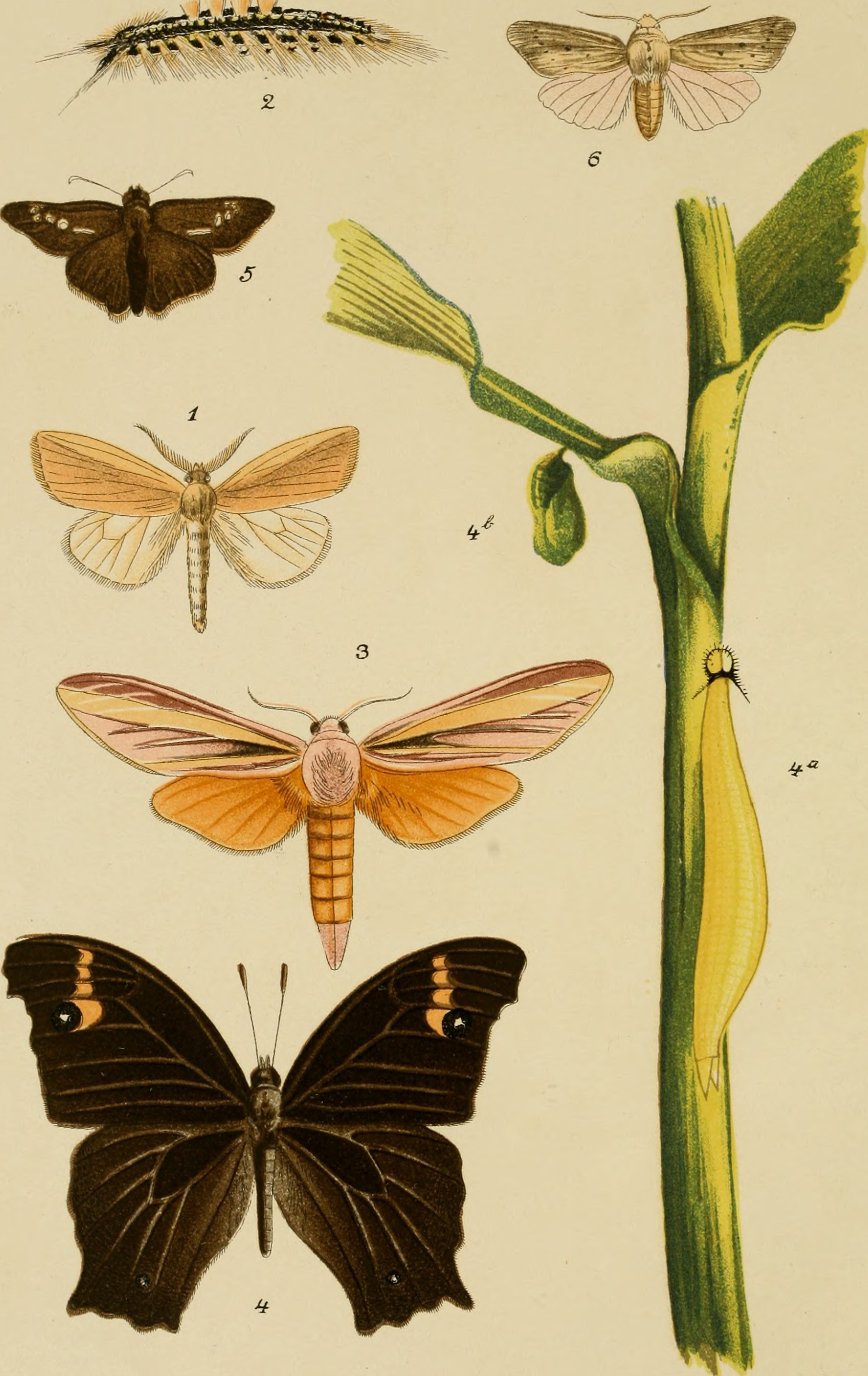
松村松年『台湾のサトウキビに含まれる益虫と害虫』
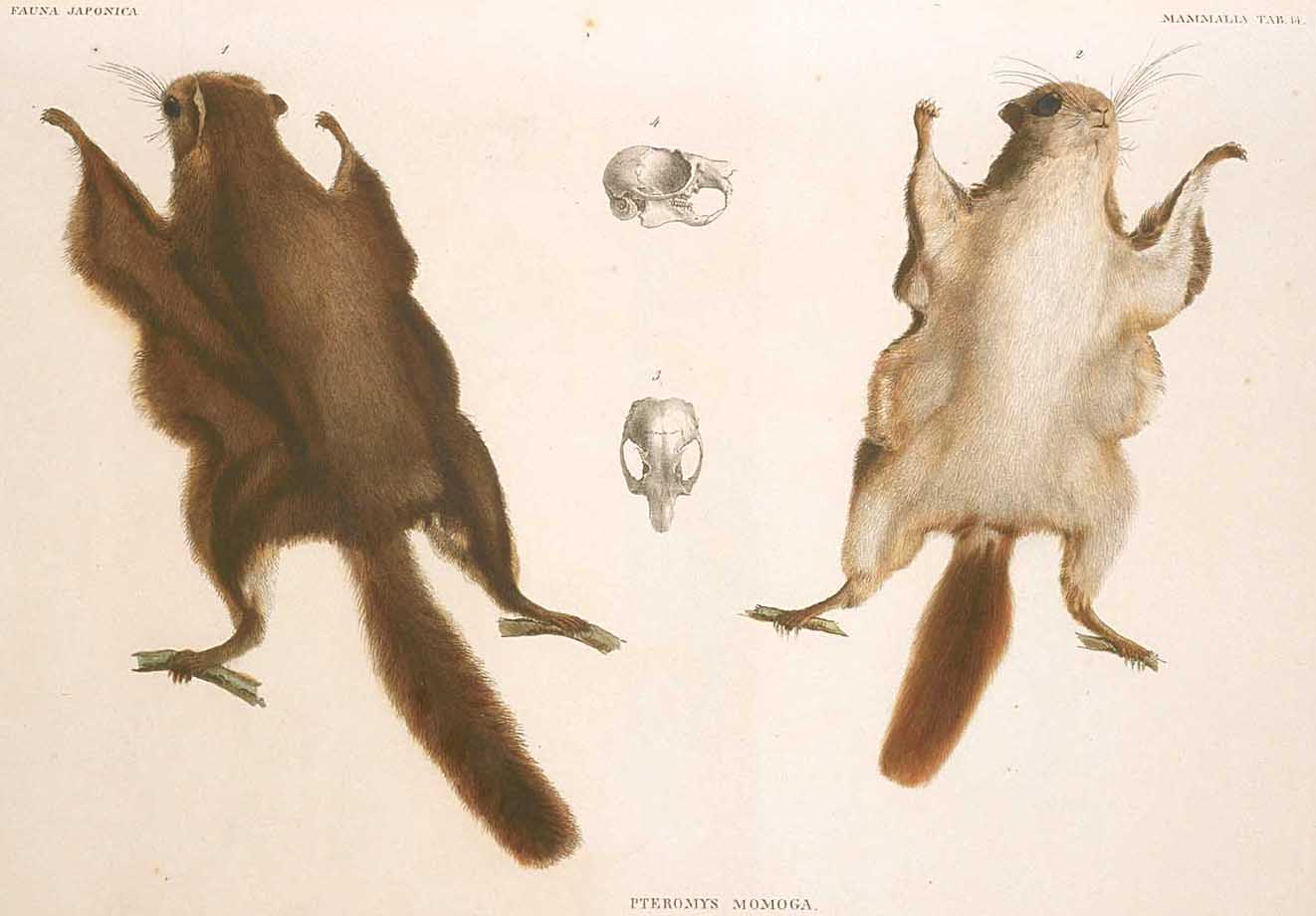
シーボルト『日本動物誌』
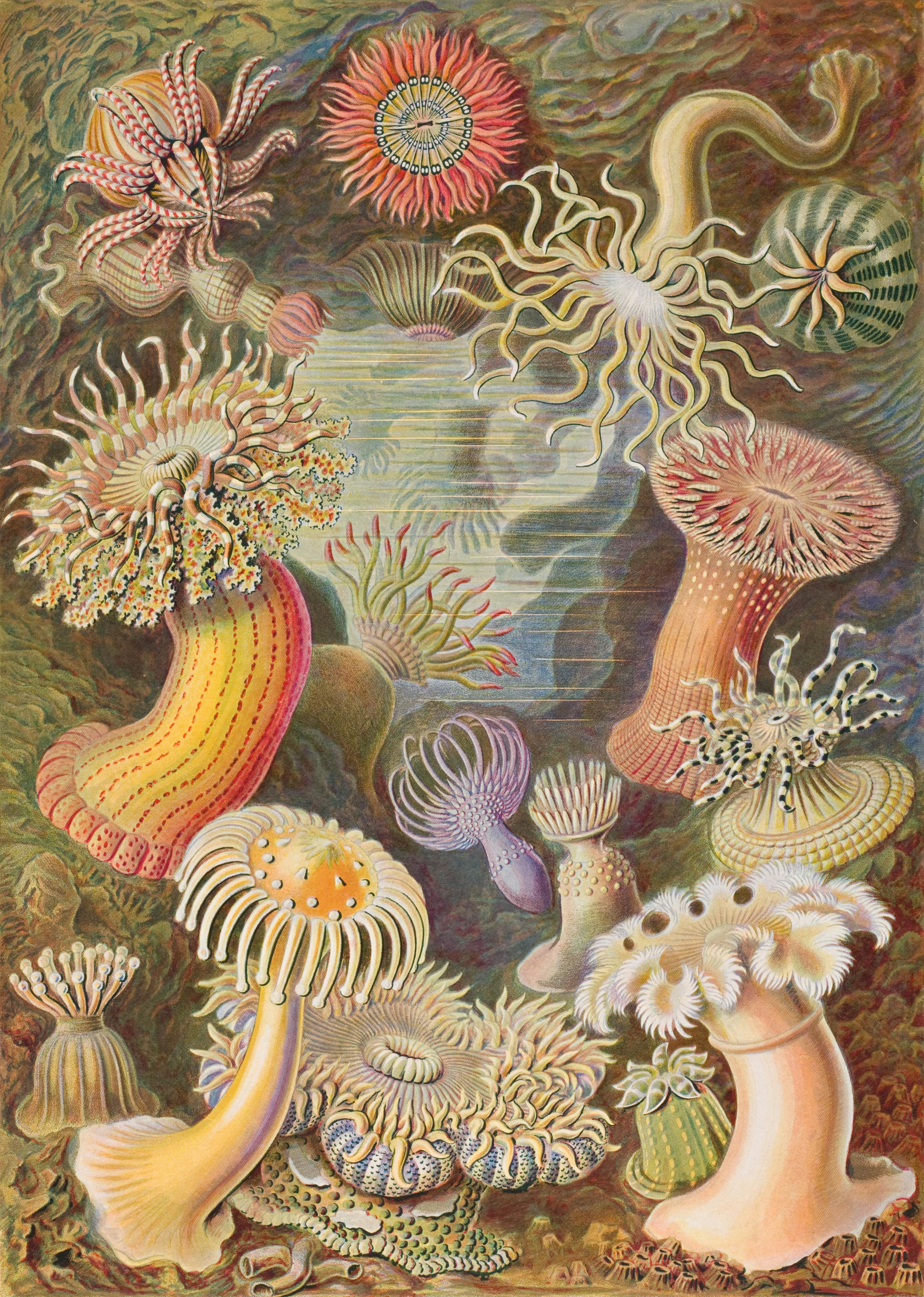
ヘッケル『自然の芸術造形』
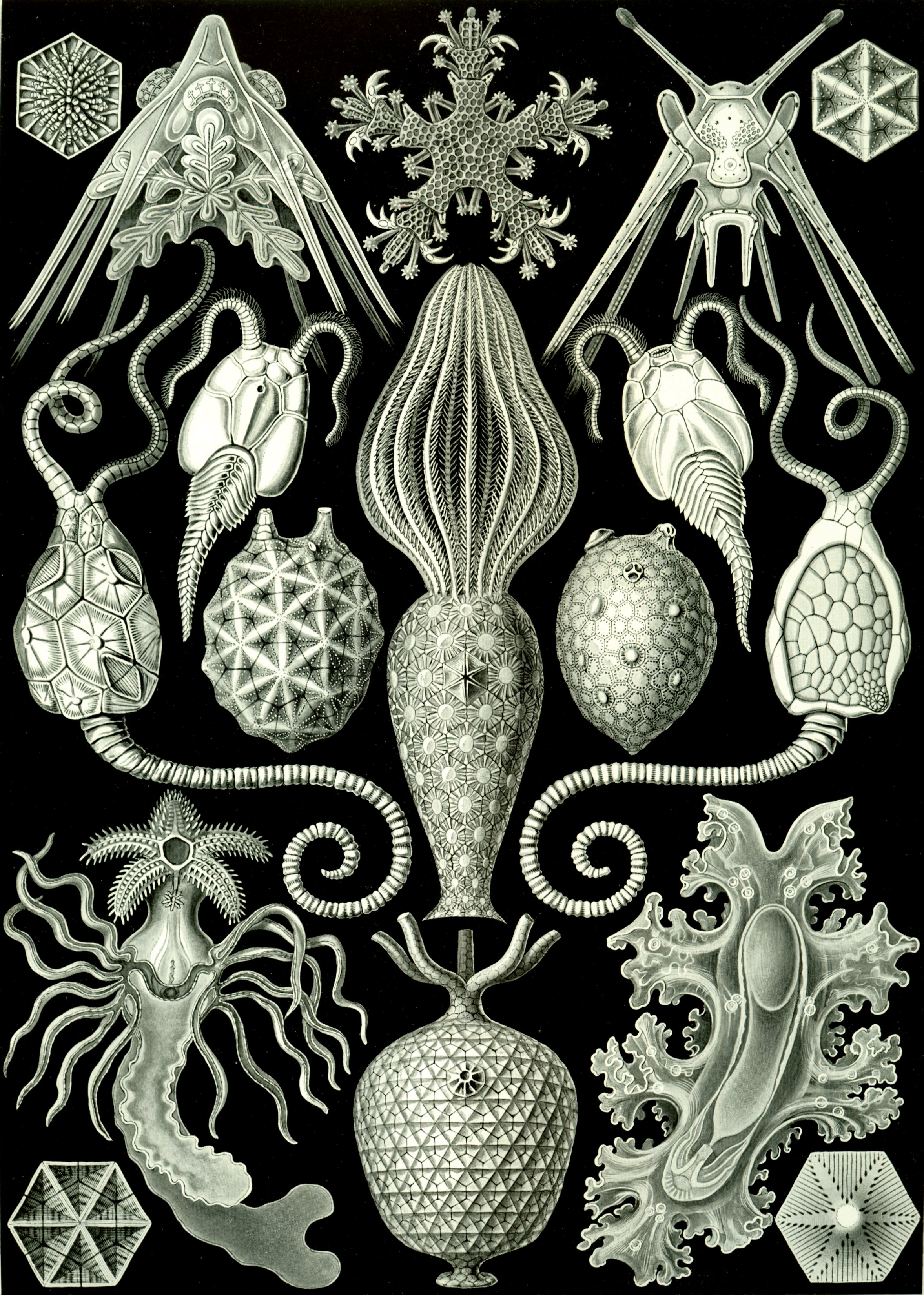
ヘッケル『自然の芸術造形』
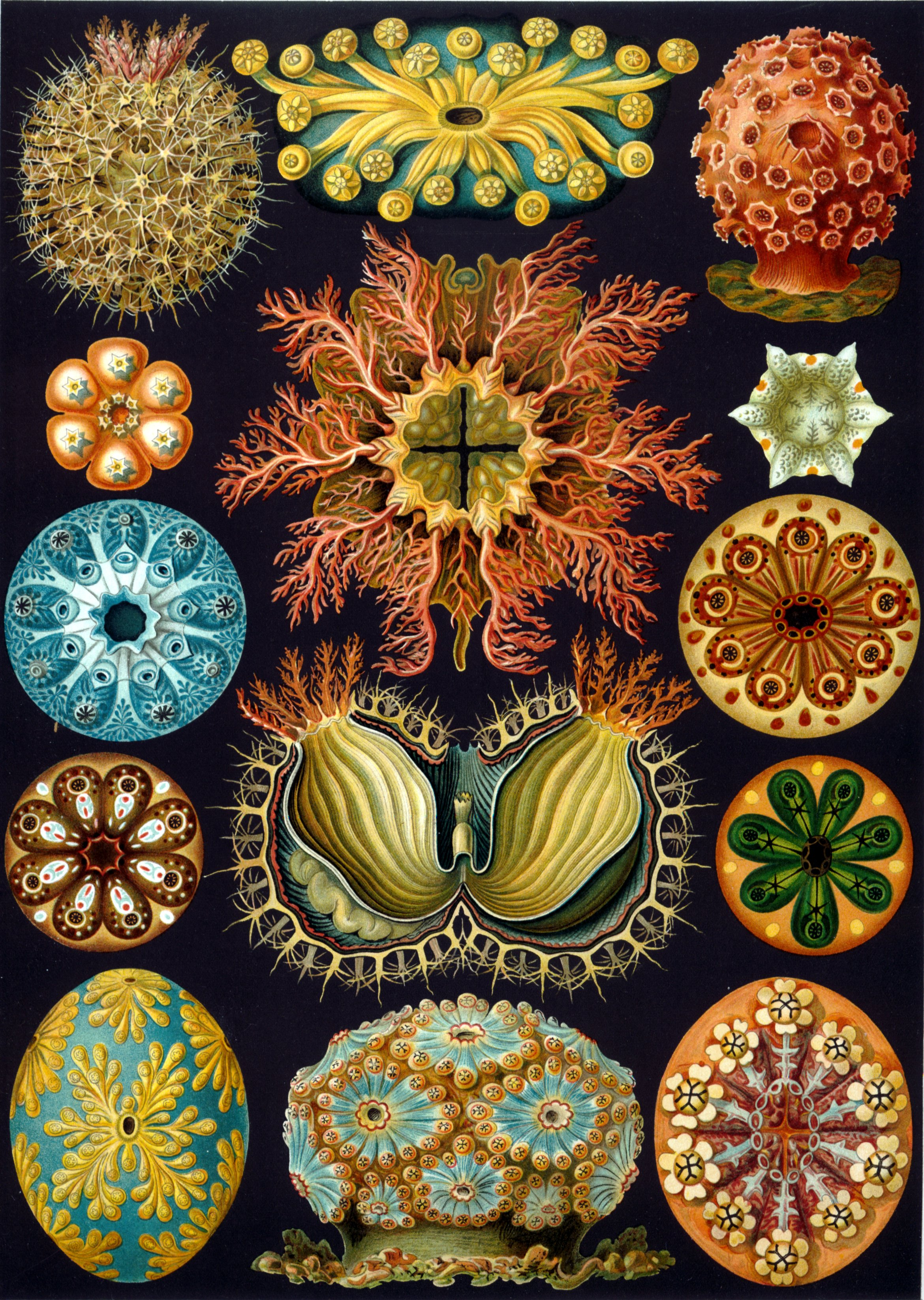
ヘッケル『自然の芸術造形』
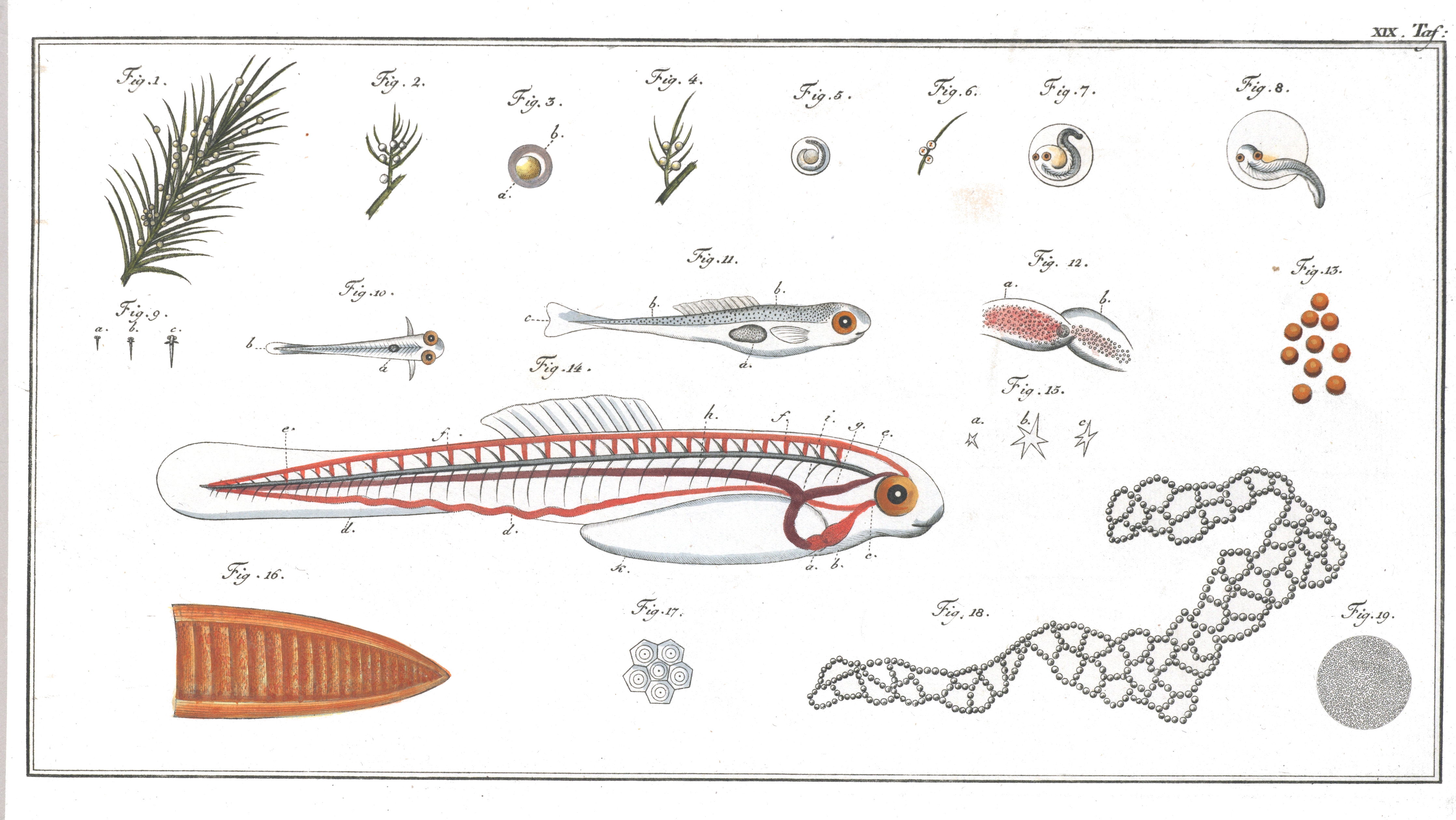
ブロッホ『ドイツにおける魚の経済と自然史』
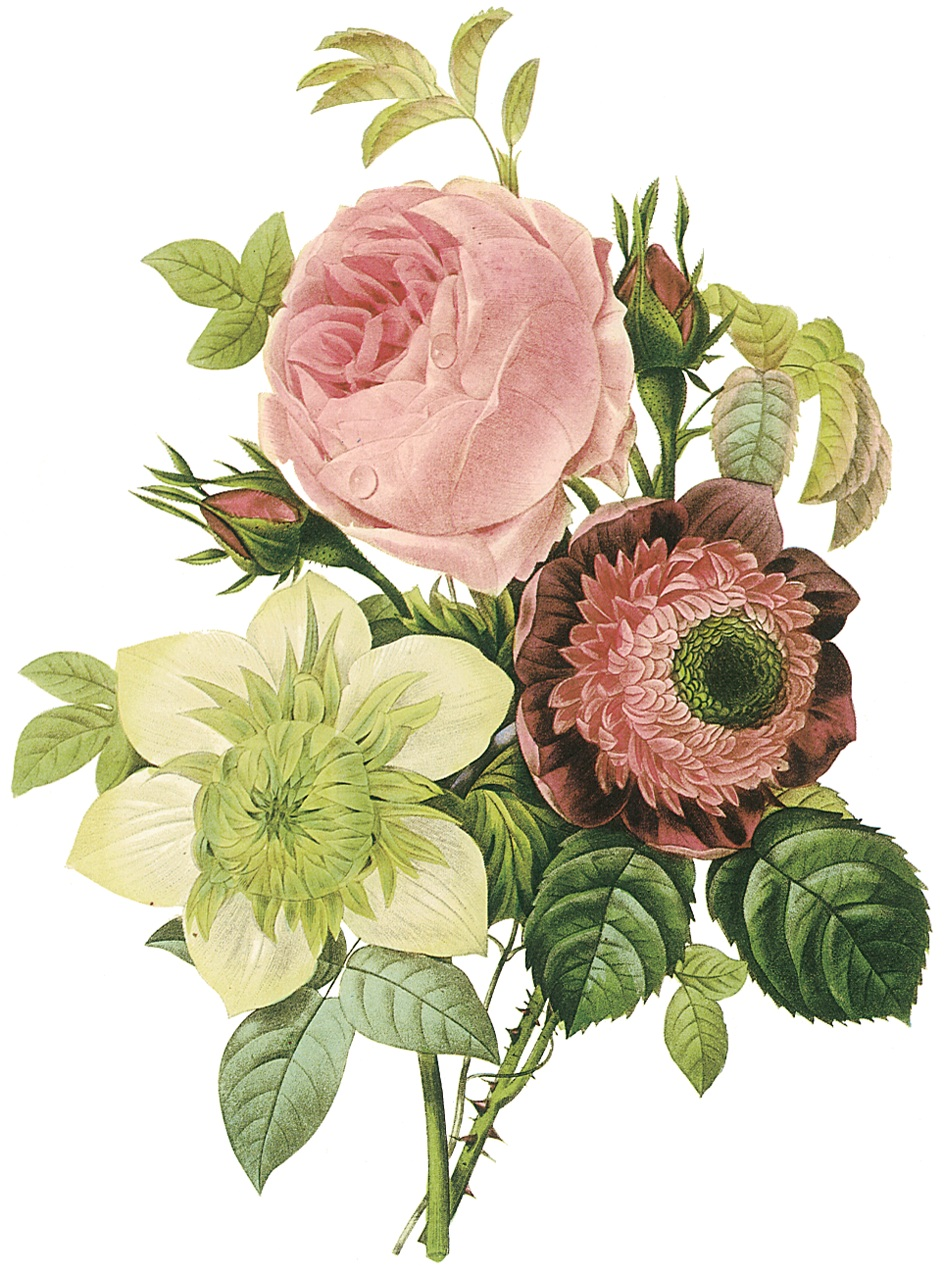
ルドゥーテ「バラ」
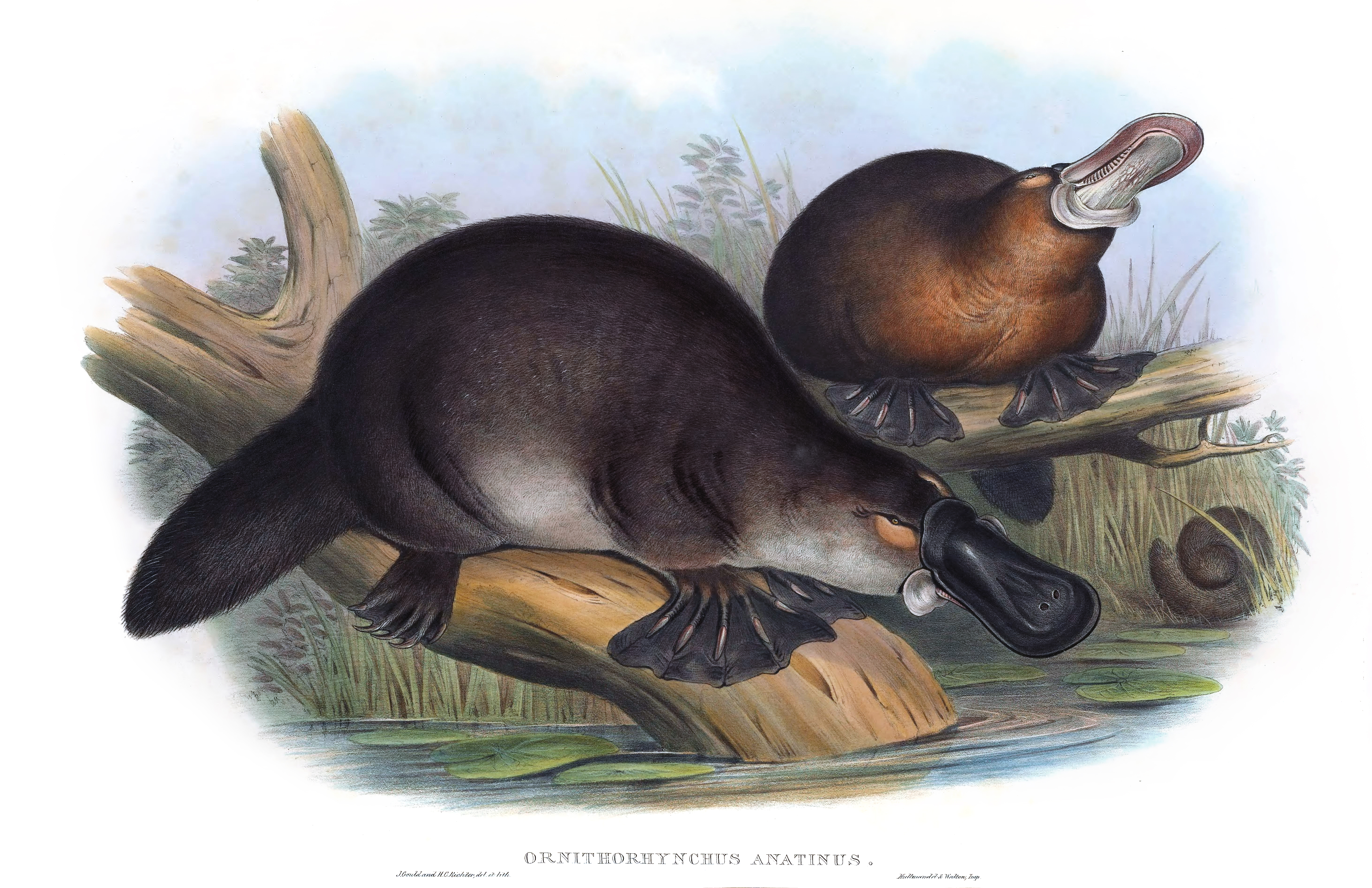
ジョン・グールド『オーストラリアの哺乳類』
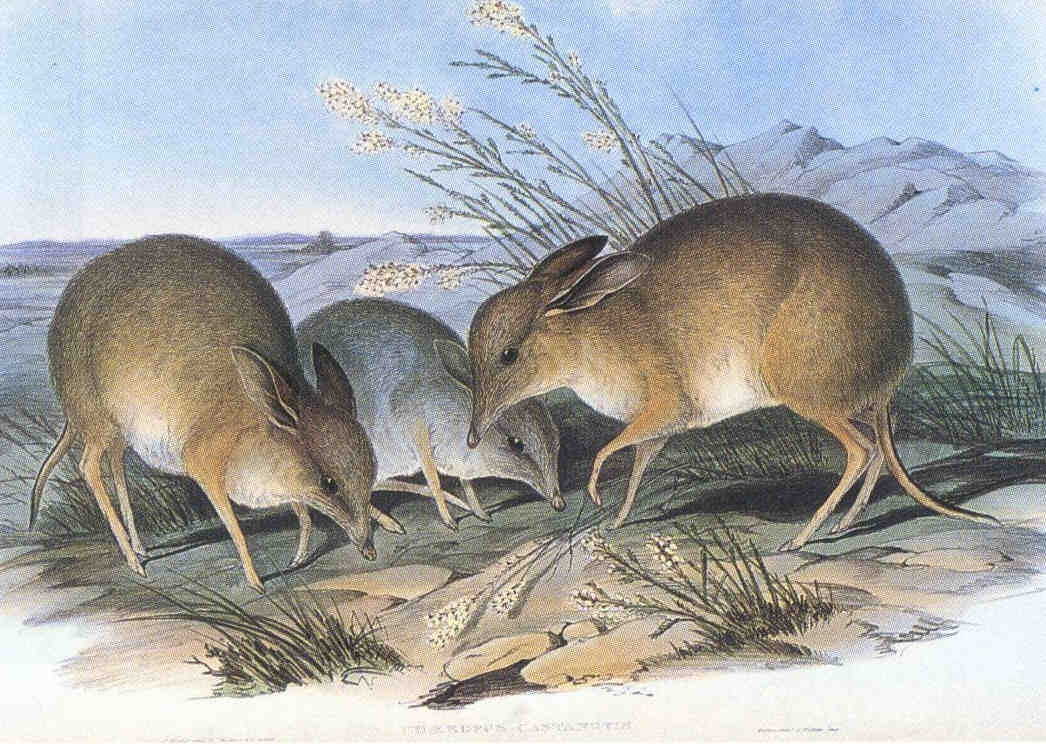
ジョン・グールド『オーストラリアの哺乳類』
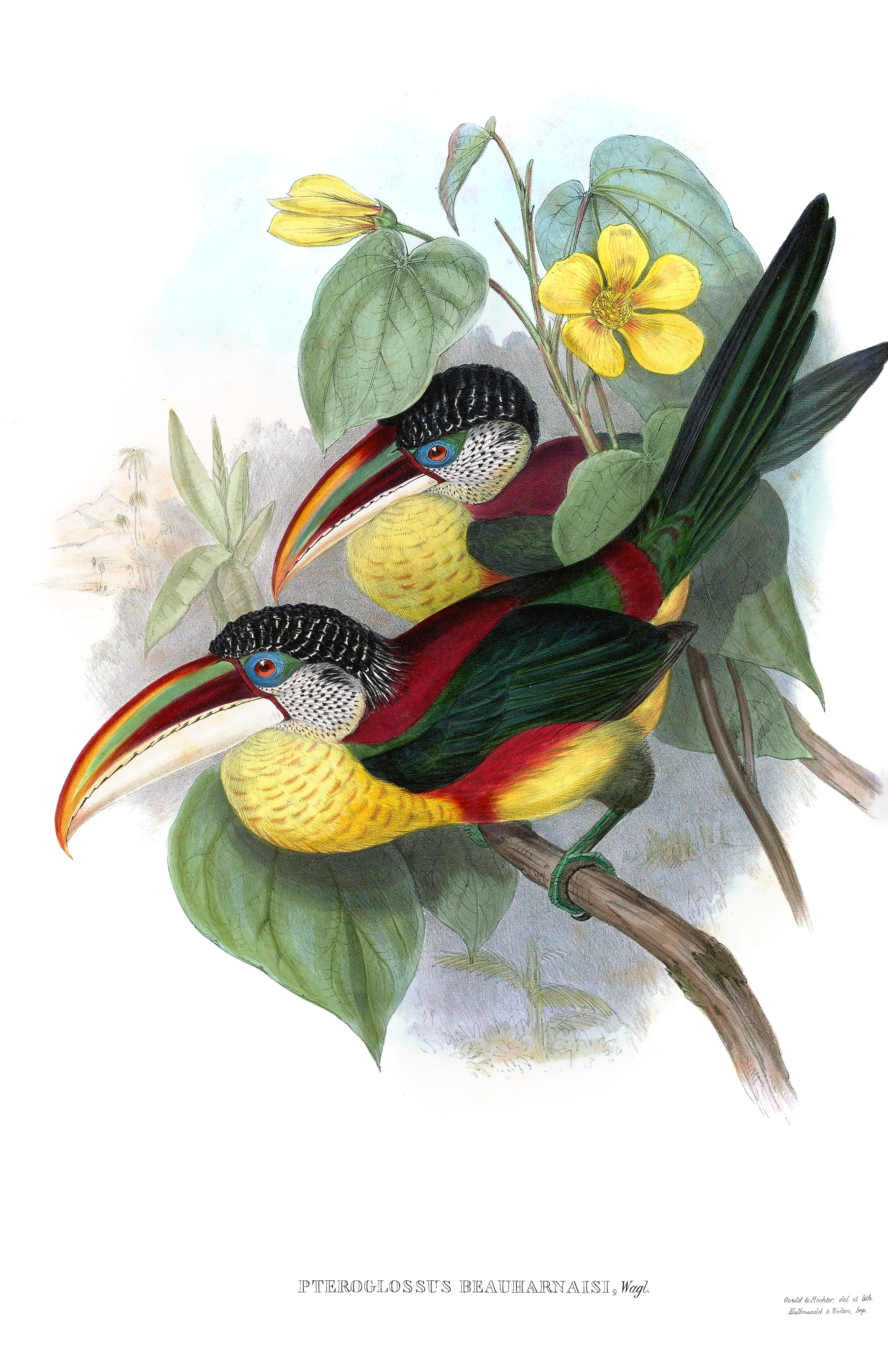
ジョン・グールド『オオハシ』